# Święty Jerzy (ramię Dunaju)
Święty Jerzy (rum. Brațul Sfântu Gheorghe) – jedno z trzech głównych (obok Kilii i Brațul Sulina) ramion ujściowych Dunaju do Morza Czarnego. Najbardziej wysunięte na południe. Tworzy deltę Dunaju, w całości znajdując się na terytorium Rumunii.

Rozrost delty Dunaju od czasów antycznych

Święty Jerzy ma długość 109 km i około 400–500 m szerokości. Ze względu na liczne meandry nie jest przystosowany do żeglugi, niesie około 20% wód Dunaju.